# Bãi đá cổ Sa Pa

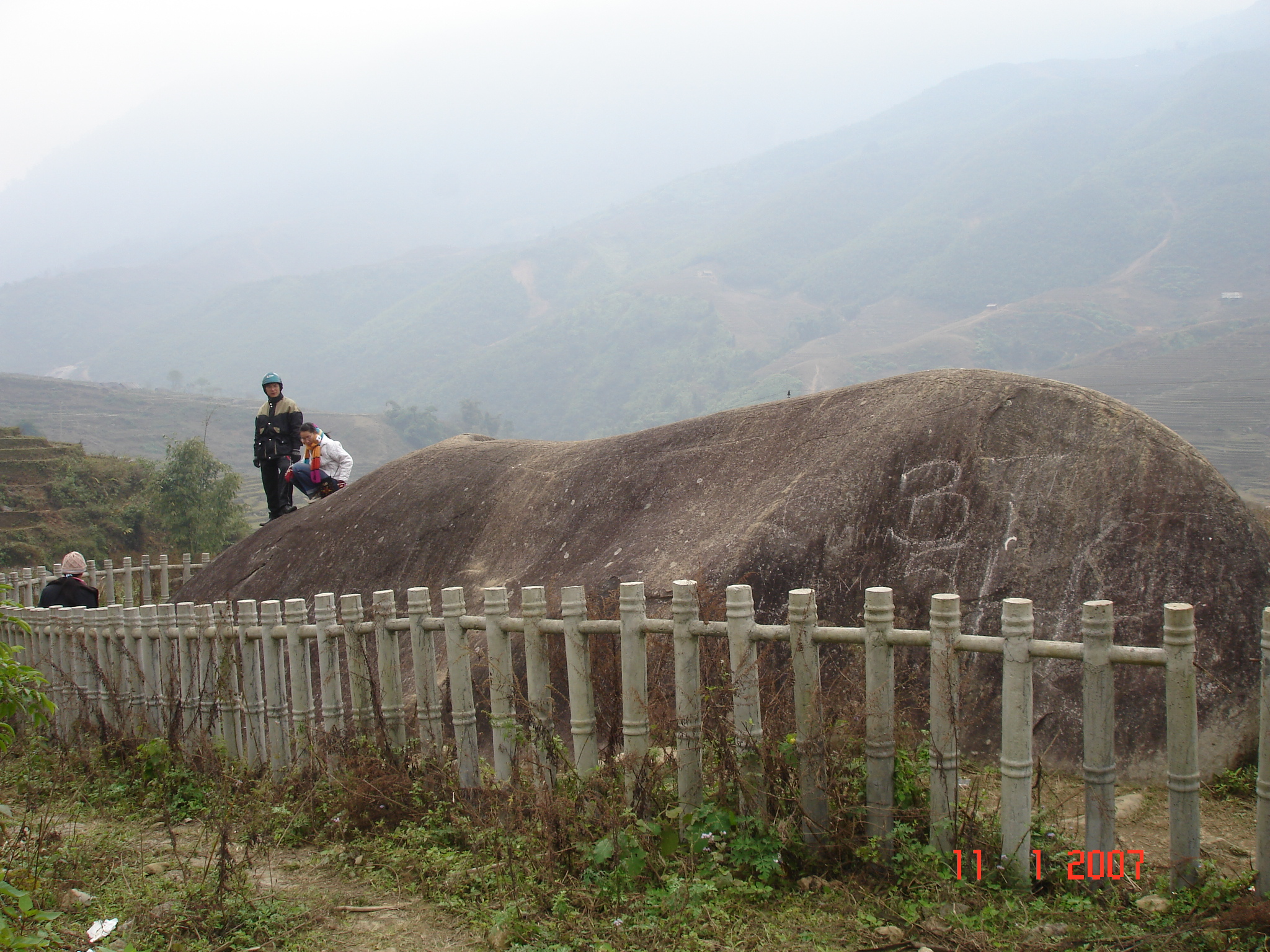
Một tảng đá trong bãi đá cổ ở Sa Pa

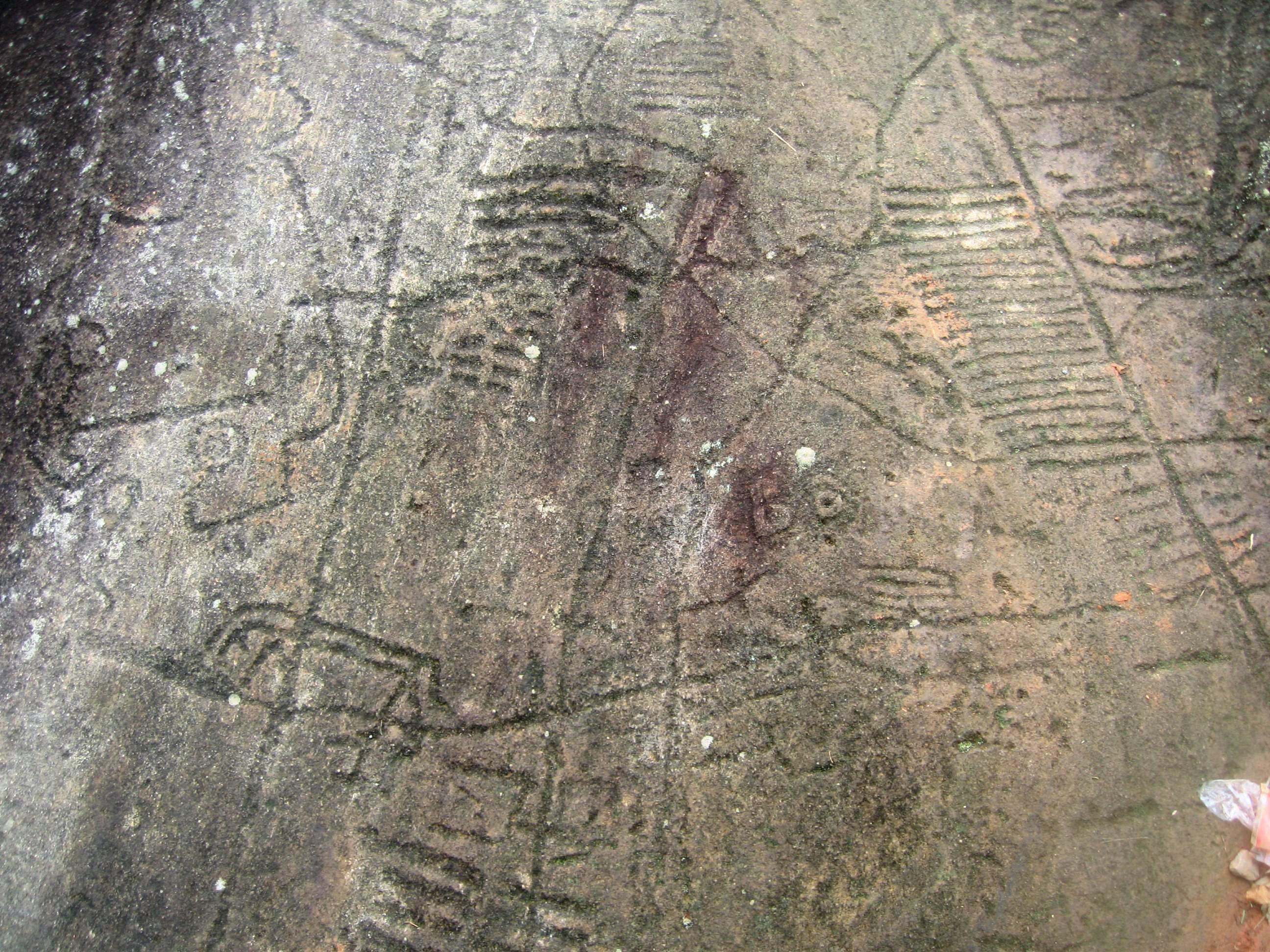
Hình khắc trên đá

Bãi đá cổ Sa Pa là khu di tích các khối đá có khắc hoa văn và ký tự cổ, tại vùng đất thung lũng Mường Hoa thuộc các xã Mường Hoa và Tả Van, thị xã Sa Pa, tỉnh Lào Cai .
Bãi đá cổ có diện tích khoảng 8 km², nằm cách thị xã Sa Pa chừng 8 km.
Tháng 10/1994 Bộ Văn hóa Thông tin công nhận bãi đá cổ Sa Pa là di tích lịch sử cấp quốc gia Việt Nam. Tháng 11/1997 Nhà nước Việt Nam đề nghị UNESCO công nhận di tích này là di sản văn hóa thế giới  nhưng thất bại (xem Di sản thế giới tại Việt Nam) .
Bãi đá cổ Sa Pa là một trong những di sản thiên nhiên quý giá, không chỉ chuyển tải vẻ đẹp nguyên sơ của một vùng đất mà còn thu hút khách du lịch.

## Phát hiện và khảo sát
Bãi đá cổ Sa Pa được nhà khảo cổ người Pháp gốc Nga Victor Goloubev của trường Viễn Đông Bác Cổ phát hiện vào năm 1925. Ông đã đưa ra những giả thuyết giải thích về các hoa văn này .
Bãi đá trải rộng 8 km² với gần 200 khối đá là một di chứng về sự xuất hiện của con người ở đây từ xa xưa. Ở đây xuất hiện những hoa văn kỳ lạ trên đá với nhiều hình dạng: bậc thang, hình người, con đường, chữ viết v.v. có những rãnh tròn khá giống biểu tượng mặt trời, có hình nam nữ giao phối - biểu tượng sự sinh sôi, và rất nhiều những vạch kẻ lạ mắt. Tuy nhiên việc xác định nó xuất hiện khi nào và trải qua những bổ sung nào, giải mã ý nghĩa biểu tượng, thì chưa có kết quả thống nhất và mới chỉ dừng lại ở giả thiết.
Những khảo cứu trực tiếp ý kiến của dân cư địa phương, là người H'Mông ở bản Phố xã Hầu Thào thì cho rằng đây là "quyển sách" lớn nhất của tổ tiên để lại . Một số nhà khoa học khác thì giả thiết đó là hình bản đồ cổ của người H'Mông  hoặc gần như là cuốn sách cổ giới thiệu về những trận đánh ngày xưa,... 
Gần đây người ta lại phát hiện thêm những bãi đá cổ tương tự ở xã Tả Phìn (Lào Cai) và bãi đá cổ Nậm Dẩn (Xín Mần, Hà Giang) , cùng với những hoa văn và cách bài trí bí ẩn.
Năm 2006 nhà nghiên cứu Phillipe Le Failler của trường Viễn Đông Bác Cổ dự định sẽ tiến hành dập lấy mẫu tiếp những bãi đá này. Và khi công việc hoàn thành, ông sẽ có trong tay hệ thống toàn bộ các mẫu hoa văn của các bãi đá cổ được phát hiện tại Việt Nam. Cùng với việc cập nhật dữ liệu thông tin và nghiên cứu trên máy tính, Phillipe tin rằng bí ẩn mà người xưa gửi gắm trên những viên đá này chắc chắn sẽ được giải mã trong tương lai không xa .

## Xâm hại di tích
Bãi đá cổ đang có nguy cơ bị biến dạng do thời gian và con người xâm hại. Một số họa tiết bị mờ vì mưa nắng bào mòn. Một số bị biến dạng do sự thiếu ý thức của người tham quan, trèo lên đá hoặc khắc những hình khắc mới .
Giới xây dựng thủy điện đã đưa ra dự án Thủy điện Sử Pán 1, dự kiến xây dựng trên dòng chính ngòi Bo ở vùng di tích bãi đá cổ Sa Pa và vùng phát triển du lịch, nên đã gây tranh cãi, đáng chú ý nhất là ý kiến "chủ đầu tư kiện Sở VH-TT&DL, sở thua là chắc". Tuy nhiên "nhiều chuyên gia cho rằng thủy điện không thể đồng hành với du lịch sinh thái bởi vì cái du khách muốn là cảnh quan thiên nhiên và văn hóa bản địa thì đã bị thủy điện hủy hoại", và Sử Pán 1 được coi là đã dừng thực hiện .

## Những giải thích khác
Một số học giả Việt Nam tham gia vào giải mã các hình vẽ khắc bí ẩn ở bãi đá cổ, nhưng đều là giả thiết.
Nhà nghiên cứu Đỗ Văn Xuyền đã ra mắt tháng 1/2013 cuốn sách "Cuộc hành trình đi tìm chữ Việt cổ" . Theo đó Trung tâm UNESCO Nghiên cứu Bảo tồn Chữ Việt Cổ đã giới thiệu là :
"Ngay từ trước Công nguyên, người Việt đã có chữ tượng thanh - loại chữ ghép chữ cái thành từ". Điều này được thể hiện trên các di chỉ khảo cổ đồ gốm, đồ đồng của thời kỳ Đông Sơn như: lưỡi cày, đặc biệt là trống đồng... cùng các hình vẽ, chữ viết trên đá cổ Sa Pa, Xín Mần, Pá Màng... theo một hệ thống nhất quán, tất cả đều thể hiện đó là những chữ viết cổ từ thời kỳ tiền văn tự, phát triển và hoàn thiện dần thành bộ chữ Khoa Đẩu . Đây là loại chữ lưu truyền từ thời Vua Hùng, có hình dáng như những con nòng nọc.
Điều chưa được làm rõ là các bãi đá có nằm trong lãnh thổ của người Việt cổ hay không, và điều này lại liên quan đến nguồn gốc các dân tộc Việt Nam là vấn đề cũng chưa được giải quyết đầy đủ.

## Chỉ dẫn
1. ↑  Người H'Mông mới di cư đến bán đảo Đông Dương cỡ thế kỷ 17-18, nên vết đục đá phải còn mới, những vết cũ ít có khả năng liên quan đến họ.
2. ↑  Bãi đá cổ Sa Pa, cùng với bãi đá cổ Nậm Dẩn (Xín Mần, Hà Giang), bãi đá Tả Phìn (Lào Cai), đều ở vùng ranh giới của vương quốc Đại Lý với nước Việt hồi năm 950-1100. Phân bố, sự tương tự phong cách tạo hình và mô típ đề tài của các hình ở các bãi đá gợi ý về liên quan đến thời kỳ lịch sử đó.